# کیسه‌داران آمریکا
کیسه‌داران آمریکا (نام علمی: Ameridelphia) بالاراسته‍ای از پستانداران است که دو راسته دوزهدانی‌شکلان و کم‌تکمیزه‌ایان را در بر می‌گیرد.

## رده‌بندی
کیسه‌داران آمریکا نزدیک ۹۰ گونه را در ۲۲ سرده در بر می‌گیرد. راسته‌های زیرمجموعه این بالاراسته عبارتند از:
- دوزهدانی‌شکلان یا صاریغها بزرگ‌ترین گروه هستند که شامل نزدیک به ۸۰ گونه می‌شوند و در قاره آمریکا (از جمله آمریکای شمالی) یافت می‌شوند. آن‌ها دارای کیسه‌ای هستند که بچه‌هایشان را در آن بزرگ می‌کنند. فیزیک این جانوران بسیار یکتا است و وزنشان به ۵ کیلوگرم نیز می‌رسد. بیشتر این جانوران شب‌زی هستند.
- کم‌تکمیزه‌ایان دارای تنها ۵ گونه عضو است. با آنکه آن‌ها جزو کیسه‌داران به‌شمار می‌روند، کیسه‌ای در بدن ندارند؛ اما تنها از پوششی پوستی برخوردارند. این جانوران تنها چند ده سانتی‌متر طول پیدا می‌کنند و منبع تغذیه اصلیشان حشرات و کرم‌ها هستند.